# Josh Onomah
Joshua "Josh" Onomah, född 27 april 1997 i Enfield, är en engelsk professionell fotbollsspelare (mittfältare) som spelar för Blackpool. 

## Klubbkarriär
Onomah gick genom Tottenham Hotspurs ungdomsakademi och blev uppkallad till representationslaget första gången den 5 januari 2015 då han satt på bänken i en FA-cupmatch mot Burnley. Sin debut gjorde han nio dagar senare i returmötet då han ersatte Andros Townsend i 85:e matchminuten. Den 24 maj 2015 var han med i truppen till en Premier League-match för första gången då han som avbytare såg Tottenham vinna med 1-0 mot  Everton i den sista matchen för säsongen.
Onomah gjorde sin Premier League-debut i en 3–1-hemmaseger över Aston Villa den 2 november 2015 när han ersatte Dele Alli i matchens slutminuter. Den 10 december gjorde han sitt första framträdande i startelvan för Tottenham och spelade 90 minuter i en seger med 4-1 mot AS Monaco i Europa League.
Den 4 augusti 2017 lånades Onomah ut till Championshipklubben Aston Villa för resten av säsongen. Den 31 augusti 2018 lånades Onomah ut till Sheffield Wednesday på ett låneavtal över säsongen 2018/2019.
Den 8 augusti 2019 gick Onomah till Fulham som en del av Ryan Sessegnons övergång till Tottenham. Den 31 januari 2023 skrev han på ett halvårskontrakt med Preston North End.
Den 3 oktober 2024 skrev Onomah på ett korttidskontrakt med Blackpool. I januari 2025 förlängdes kontrakt över resten av säsongen 2024/2025.